# Orthotomus chaktomuk
Espèce
Orthotomus chaktomuk est une espèce d'oiseaux de la famille des Cisticolidae.

## Répartition
Cette espèce est endémique du Cambodge, où elle vit dans les environs de Phnom Penh, le long du Mékong.

## Découverte
Les premiers individus sont découverts au début de l'année 2009, mais attribués à la Couturière à tête rousse (O. ruficeps). L'espèce n'est identifiée comme nouvelle qu'en 2012, et sa description paraît en juin 2013.